# Shunyata
Shunyata (Sanskrit शून्यता IAST śūnyatā), im Deutschen meist Leerheit, ist ein zentraler Begriff des Buddhismus. Er bedeutet, sehr grob umrissen, dass alle Erscheinungen – da sie durch wechselseitige Bedingtheit verbunden sind – ohne dauerhaften Wesenskern sind bzw. ohne Substanz, Essenz oder „Eigenexistenz“. Man sagt also, sie seien „leer von Eigenexistenz“ etc. Wesentlich ist für den Buddhismus, dass auch das menschliche Ich hierunter fällt, in der buddhistischen Philosophie ist das Konzept aber auf alle Erscheinungen ausgedehnt worden.

## Leerheitsbegriff

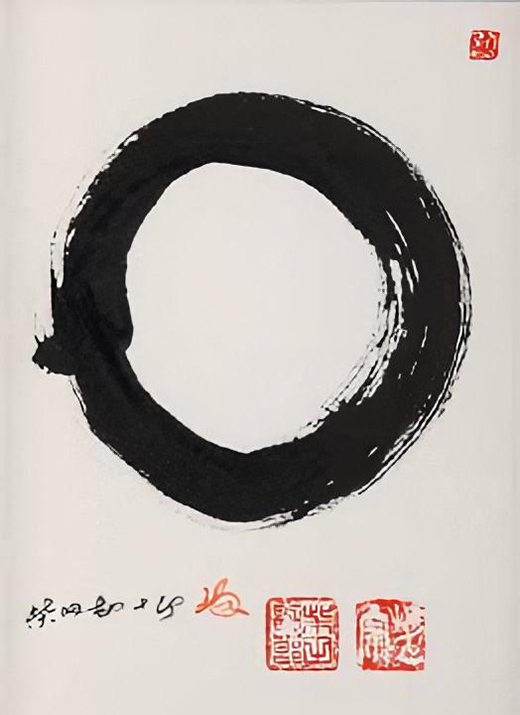
Ensō ist das Symbol der Leerheit im Zen-Buddhismus

Der Begriff der Shunyata leitet sich unmittelbar aus der buddhistischen Lehre vom Nicht-Selbst ab. Er verweist auf die Substanzlosigkeit aller Phänomene infolge ihrer Abhängigkeit von bedingenden Faktoren, ihrem bedingten Entstehen (Sanskrit: pratityasamutpada, Pali: paticca samuppada). „Leerheit“ ist eine Umschreibung für das Fehlen eines konstanten Seins, einer Eigennatur und eines beständigen Ich im steten Wandel der Existenz. Die Erscheinungen sind in ihrer Leerheit ohne eigenes Kennzeichen, ohne inhärente Eigenschaften und damit nicht mehr als nominalistische Begriffe einer nicht wesenhaften Welt. Die Welt ist keine Welt des Seins, sondern des ständigen Werdens, in dem es keine festen Substanzen und keine unumstößlichen Realitäten gibt.

## Geschichtliche Entwicklung des Leerheitsbegriffes

### Pali-Kanon

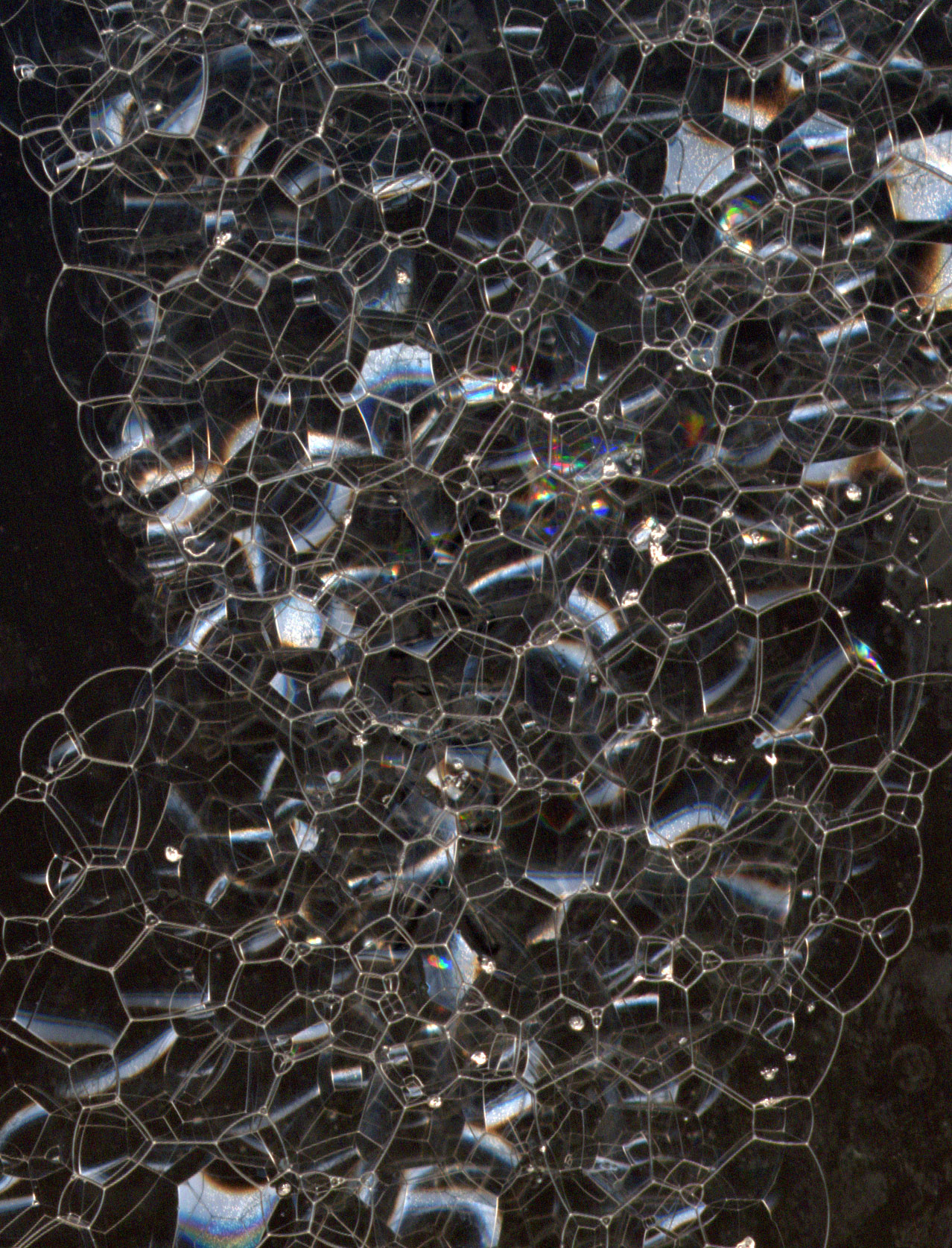
Ein Gleichnis aus den Pali-Schriften (SN 22.95) vergleicht Form und Gefühle mit Schaum und Blasen

Der Leerheitsbegriff ist an mehreren Stellen des Pali-Kanons überliefert. Er wird darin jedoch meist adjektivisch verwendet. Ein Zitat aus dem Samyutta-Nikaya (Die Gruppierte Sammlung), einem Dialog zwischen dem historischen Buddha und seinem Cousin und Schüler Ananda (5. Jh. v. Chr.), unterstreicht das:

„Leer, ist die Welt, leer ist die Welt, o Herr, sagt man. Inwiefern aber wird gesagt, die Welt sei leer?“ – „Was da, Anando, leer von Ich und zum Ich Gehörigen ist, zu dem, Anando, wird gesagt: ‚Leer ist die Welt‘. Was aber ist leer von Ich oder zum Ich Gehörigen? Die sechs Innen- und Außengebiete, die sechs Arten des Bewußtseins, die sechs Berührungen, die achtzehn Gefühle. Das ist leer von Ich und zum Ich Gehörigen.“

In zwei Suttas des Majjhima-Nikaya (Mahasunnata Sutta und Culasunnata Sutta) taucht allerdings auch die später im Mahayana übliche, substantivierte Form auf, zum Beispiel in der Verbindung suññatāvakkanti bhavati. In einem Zitat aus dem Culasunnata Sutta werden die verschiedenen Versenkungszustände der Samatha-Meditation erläutert:

„… Weiter sodann, Anando, hat der Mönch den Gedanken ‚Unbegrenzte Bewußtseinsphäre‘ entlassen, den Gedanken ‚Nichtdaseinsphäre‘ entlassen; den Gedanken ‚Grenzscheide möglicher Wahrnehmung‘ nimmt er auf als einzigen Gegenstand. Im Gedanken ‚Grenzscheide möglicher Wahrnehmung‘ erhebt sich ihm das Herz, erheitert sich, beschwichtigt sich, beruhigt sich. Also erkennt er: ‚Spaltungen, die aus dem Gedanken ‚Unbegrenzte Bewußtseinsphäre‘ entständen, die gibt es da nicht, Spaltungen, die aus dem Gedanken ‚Nichtdaseinsphäre‘ entständen, die gibt es da nicht; und nur eine Spaltung ist übrig geblieben, nämlich der Gedanke ‚Grenzscheide möglicher Wahrnehmung‘ als einziger Gegenstand.‘ Er weiß: ‚Weniger geworden ist diese Denkart um den Gedanken ‚Unbegrenzte Bewußtseinsphäre‘, weiß: ‚Weniger geworden ist diese Denkart um den Gedanken ‚Nichtdaseinsphäre‘; und nur einen Reichtum weist sie auf am Gedanken ‚Grenzscheide möglicher Wahrnehmung‘ als einzigen Gegenstand.‘ Um was denn also weniger da ist, darum weniger geworden sieht er es an; und was da noch übrig geblieben ist, davon weiß er: ‚Bleibt dieses, bleibt jenes.‘ Also aber, Anando, kommt diese wahrhafte, unverbrüchliche, durchaus reine Leerheit über ihn herab.
Weiter sodann, Anando, hat der Mönch den Gedanken ‚Nichtdaseinsphäre‘ entlassen, den Gedanken ‚Grenzscheide möglicher Wahrnehmung‘ entlassen; geistige Einheit ohne Vorstellung nimmt er auf als einzigen Gegenstand. In geistiger Einheit ohne Vorstellung erhebt sich ihm das Herz, erheitert sich, beschwichtigt sich, beruhigt sich. …“

Das Prädikat „leer“ bezieht sich im frühbuddhistischen Zusammenhang noch ausschließlich auf die Ichlosigkeit und nicht auf eine angenommene letztendliche Bestehensweise der Daseinsfaktoren (Sanskrit: dharmas, Pali: dhammas), insbesondere der fünf Skandhas in ihrem abhängigen Entstehen, die nach frühbuddhistischer Lehre die gesamte Erfahrungswelt einer Person ausmachen. Das ändert sich später in einigen Schulen des Hinayana, insbesondere in den Schulen des Sarvastivada und des Sautrantika, die, ausgehend von der Systematik des Abhidharma, diskutieren, ob die Daseinsfaktoren über eine dauerhafte Eigenexistenz (svabhava) verfügen oder nur momenthaft aufblitzen, um im selben Augenblick wieder vollständig zu verlöschen.
Die vier arūpajjhāna des Anupada Sutta bilden die Grundlage kosmischer Leerheitsmeditationen, die im Nirodha Samāpatti des Arhats gipfeln : „Wiederum, ihr Bhikkhus, mit dem völligen Überwinden des Gebiets von Weder-Wahrnehmung-noch-Nichtwahrnehmung (saññāvedayitanirodham) trat Sariputta in das Erlöschen von Wahrnehmung und Empfindung ein und verweilte darin“.

### Prajnaparamita-Literatur
In den Prajnaparamita (Vollkommenheit der Weisheit)-Schriften des Mahayana (z. B. im Herz-Sutra), deren Entstehungszeit um das 1. Jahrhundert v. Chr. anzusiedeln sind, findet der Leerheitsbegriff in der substantivierten Form seinen festen Platz. Es kommt dabei zu einem Bedeutungswandel. Die Daseinsfaktoren, die die gesamte Erfahrungswelt der Person konstituieren, sind nicht nur leer von einem Selbst, sondern leer von jeglicher Eigenexistenz. Alle Wesen, ob verblendet oder erleuchtet, sind demnach im universellen Bedingungszusammenhang des pratityasamutpada untrennbar miteinander verwoben und in ihrer Leerheit, die daraus resultiert, letztlich nicht voneinander getrennt und unterschiedslos. Es findet eine Universalisierung des Leerheitsaspekts statt. Auf dem Gipfel der Erkenntnis (prajna) wird keine Unterscheidung mehr getroffen zwischen Samsara und Nirvana, „bedingt“ und „nichtbedingt“, „existent“ und „nichtexistent“, „gleich“ und „verschieden“. Dies sind dualistische Begriffe, die infolge ihrer Aufeinander-Bezogenheit leer von eigenem Wesen sind und auf die Wirklichkeit, wie sie sich wahrhaft darstellt, nicht zutreffen. Es zeigt sich hier die zunehmend wichtige erlösende Rolle, die im Mahayana der Erkenntnis (prajna) und dem Wissen (jnana) zukommt, da alle Wesen in ihrer Leerheit bereits potentiell erlöst sind und es diese Gegebenheit nur noch zu erkennen gilt.

#### Madhyamaka

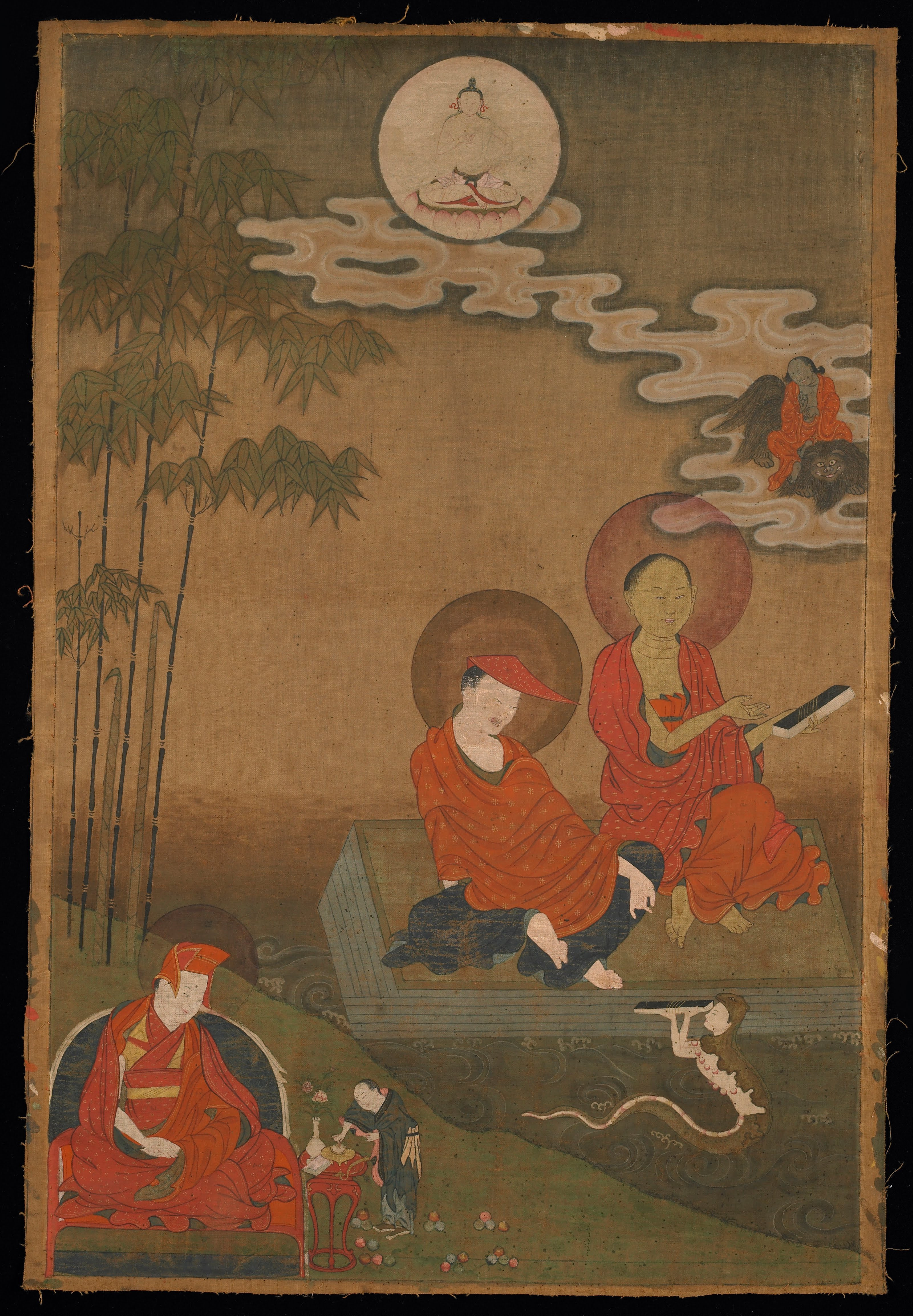
Nāgārjuna und Āryadeva, zwei klassische indische Philosophen der buddhistischen Leerheitslehre

Mādhyamaka ist eine philosophische Schule des Mahāyāna-Buddhismus, die sich auf die Analyse der Leerheit konzentriert und daher auch als Śūnyatavāda bekannt war. In der frühen Literatur des Mahayana findet sich auch der Ansatz für Nagarjuna (ca. 2. Jahrhundert), auf dessen Wirken die Schule des Mittleren Weges (Madhyamaka) zurückgeht. Nagarjuna verfolgte den in den Prajnaparamita-Schriften eingeschlagenen Kurs konsequent weiter und berief sich in seiner Argumentation zudem auf die überlieferten Aussagen des Buddha. Die in den buddhistischen Schulen entbrannte Diskussion über den Wirklichkeitsgrad und ontologischen Status der Daseinsfaktoren brachte ihn dazu, den Leerheitsbegriff weiter auszuarbeiten. Er setzte ihn als didaktisches Werkzeug ein, mithilfe dessen er unheilsame extreme Ansichten wie die des „Seins“ (bhava) oder des „Nichtseins“ (abhava) zurückwies. Leerheit war für Nagarjuna somit weder ein Absolutes noch ein der Vielfalt der Phänomene gegenübergestelltes Vakuum. Er verwies mit dem Begriff auf die fehlende Eigenexistenz (svabhava) alles Zusammengesetzten und abhängig Entstandenen und machte dabei mehrfach darauf aufmerksam, nicht den Fehler zu begehen, die Leerheit mit einer hinter der Welt liegenden „Realität“ oder einer Ansicht zu verwechseln, die diese Realität repräsentiert. Selbst die Leerheit erklärt Nagarjuna für leer von inhärenter Wirklichkeit. Sie kann nicht widerspruchslos ausgedrückt werden, da jeder Verweis stets eine verhüllte Wahrheit (samvrtti satya) wiedergibt. Die Wahrheit im höchsten Sinn (paramartha satya) zeigt sich in der nonverbalen Erkenntnis (prajna) als Leerheit. Seine Methode, den Praktizierenden an die Leerheit heranzuführen, war daher dekonstruktiv: Er versuchte, über den Weg der strikten Negation jeglichem Anhaften an einer bestimmten Ansicht vorzubeugen und dem „Ergreifen“ (Upadana) damit von vornherein den Boden zu entziehen.

#### Yogacara
In der im 4. Jh. gegründete philosophische Schule des Yogacara (Yoga-Praxis) werden alle Wahrnehmungen als geistige Projektionen eingestuft. In dieser Schule wurde im Gegensatz zur Negation versucht, die Leerheit positiv zu formulieren. Im Zuge dessen wurden Begriffe entwickelt wie „Schoß des Tathagata“ (tathagatagharba), „Soheit“ (tathata), „Dasheit“ (tattva) oder „Reich aller dharmas“ (dharmadhatu), die als Vorboten der später im außerindischen Buddhismus geläufigen Bezeichnung Buddha-Natur anzusehen sind. Im Yogacara fungiert der Geist als Grundlage von Samsara und Nirvana: ihn gilt es, durch Training (Meditation) zu erkennen und schlussendlich vollständig zu verwirklichen.

#### Die Leerheit in anderen Systemen
Der umstrittene Begriff der Leere, durch den sich der Buddhismus von weiten Bereichen des Hinduismus, die eine mentale Leere im Bereich des Antahkarana kennen, unterscheidet, ist einer unter vielen. So entsteht dem Shivaismus zufolge Leere mit dem Erlöschen des Wissens. Er wird im Svacchanda-Tantra, das in Kapitel IV.288-290 sechs Kontemplationen der Leere lehrt, und im Vijnanabhairava-Tantra erläutert. Der Madhyadhama (zentrale Kanal) wird hier auch als sunya oder als sunyatisunya (absolute Leere) bezeichnet. Im Radhasoami existiert eine solche Leere als Maha Sunna (Bhavsaagar) auf ähnlich hohen Ebenen, darüber existieren aber, wie Abhinavagupta lehrt, weitere Ebenen. In der mystischen Tradition des Judentums der Kabbala existiert eine solche Leere als Belima (Was-los) zusammen mit Reschit.
Die philosophische Grundlage für die Zahl Null und damit des Dezimalsystems war wahrscheinlich die Shunyata Philosophie von Nagarjuna. In Hindi heißt „Null“ heute noch shunya.
Seit dem 7. Jahrhundert n. Chr. findet sich in Inschriften ein Punkt oder ein Kreis als Symbol für die „Leere“ („śūnya“).
Der japanische Philosoph Nishitani Keiji (1900–1990) sieht im philosophischen Begriff Entäußerung, der unter anderem von Hegel, Fichte, Schelling und Marx geprägt wurde, auch Parallelen zum Shunyata-Konzept.
Dem Buddhismus wurde oft vorgeworfen, er sei eine nihilistische Lehre. Eine Ursache dafür sind negative Formulierungen, die in buddhistischen Texten prominent vorkommen, etwa die Serie von Verneinungen im Herz-Sutra oder der Begriff Shunyata, die aber differenzierte Interpretationen erfordern (und die als analog zur negativen Theologie des Christentums diskutiert werden können).

#### Abgrenzung zu westlichen Vorstellungen
Entgegen der westlichen Vorstellung von Nichts (im Sinne eines physikalischen Vakuums oder einer Abwesenheit) beinhaltet der Begriff Shunyata also gleichzeitig das Potential der Entstehung von Phänomenen („Form ist nichts anderes als Leere, und Leere ist nichts anderes als Form“, Herz-Sutra). Diese Kernaussage des Mahayana zielt darauf ab, dass es unmöglich ist, durch die beiden extremen Weltanschauungen der Vernichtungslehre (ucchedavada) und des Eternalismus (Sasatavada) die wahre Natur des Geistes (und somit aller Erscheinungen) zu ergründen; eben der „Mittelweg“ (daher: Mittlerer Weg, Sanskrit: madhyamapratipad) führt schließlich zur Erkenntnis von Prajnaparamita – der letztendlichen (englisch ultimate) Weisheit, mit der nichts anderes als Shunyata gemeint ist.